# Mimetismo

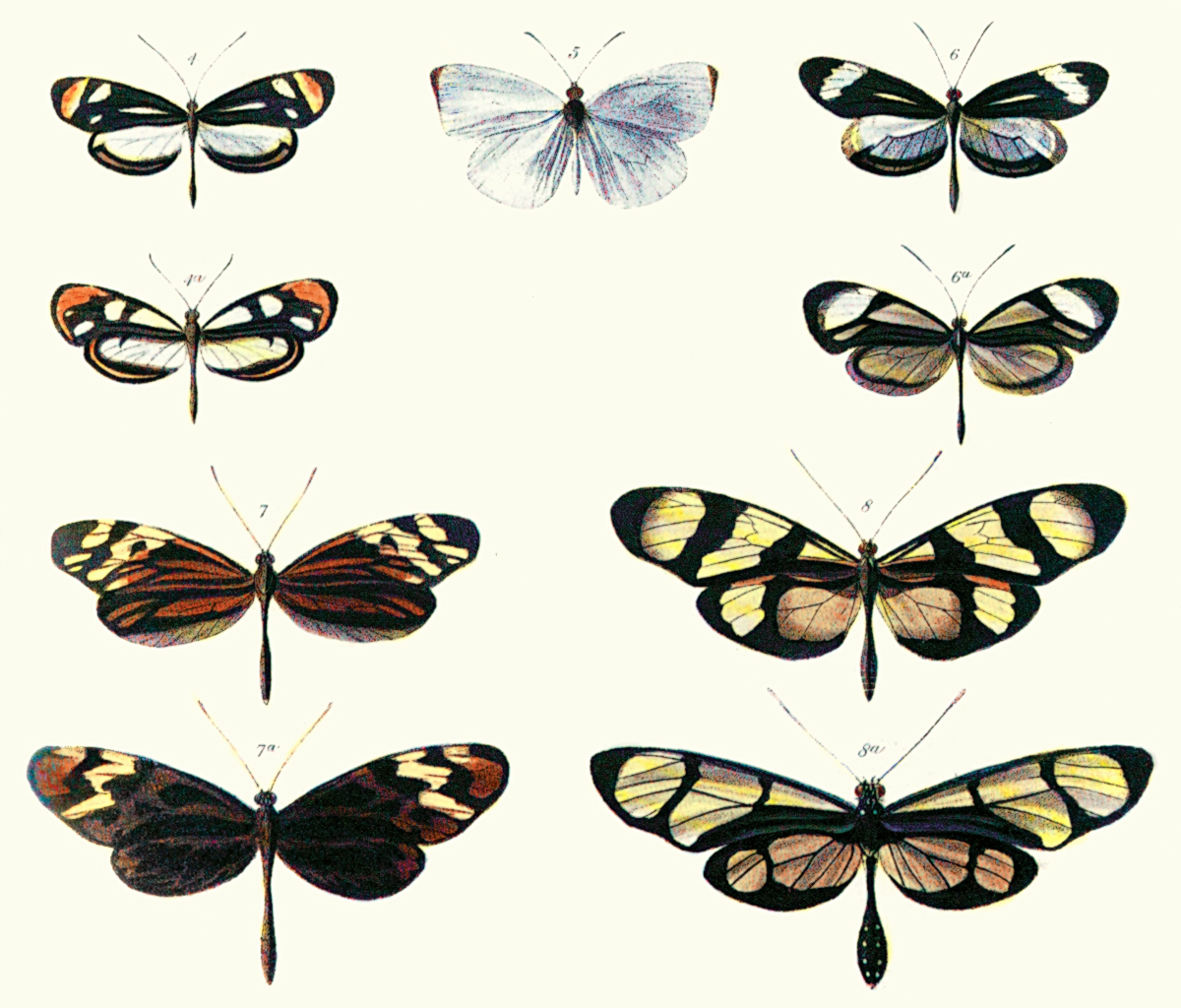
Esempio di mimetismo batesiano tra lepidotteri del genere Dismorphia (Pieridae) e del genere Ithomiini (Nymphalidae).

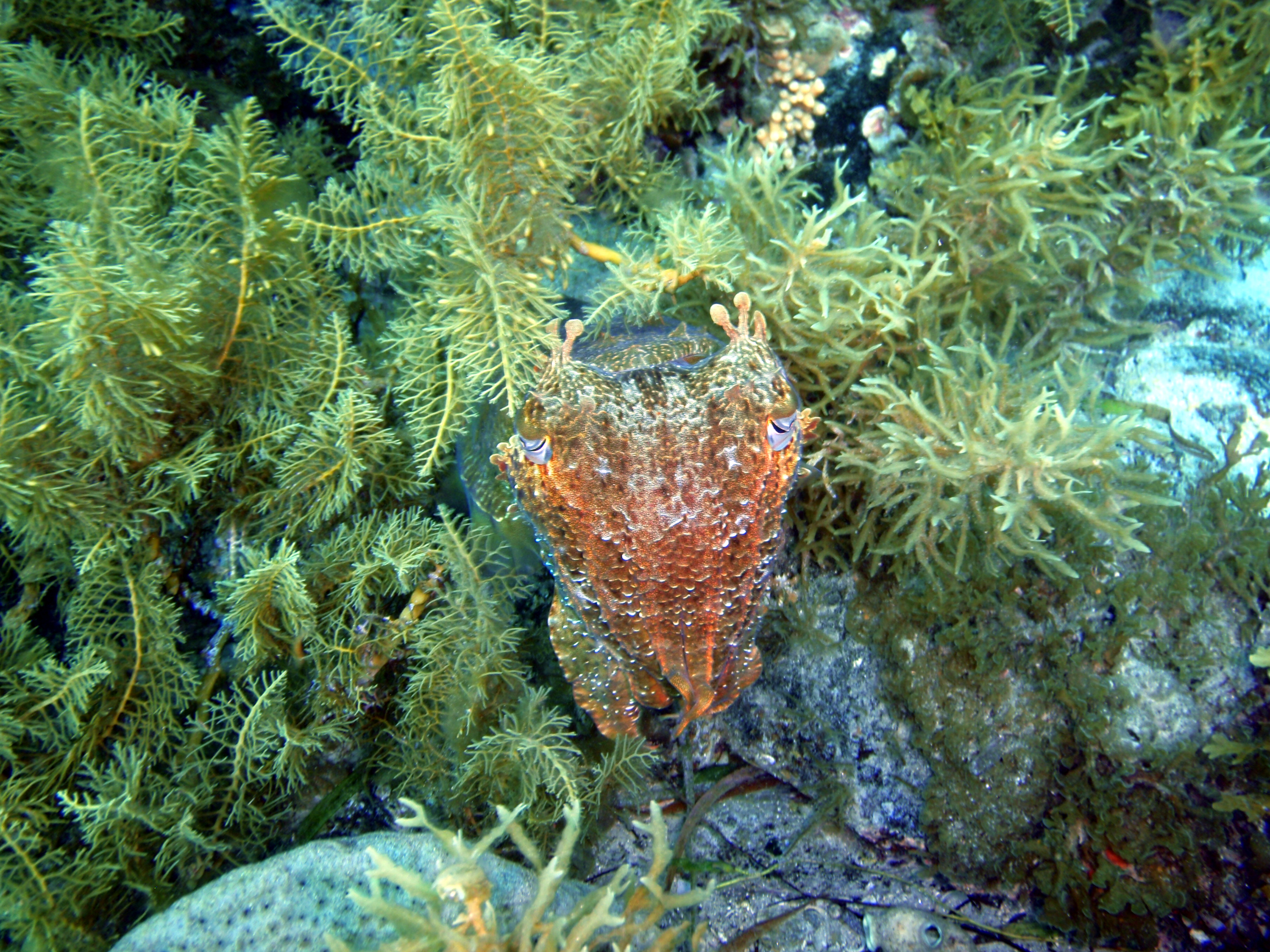
Una Sepia apama si mimetizza fra le alghe

Il mimetismo (formalmente mimetismo fanerico) è la capacità di un organismo di imitarne un altro, allo scopo di trarne vantaggio. Di norma si concretizza nell'imitazione da parte di una potenziale preda di un organismo aposematico, che può essere tossico, disgustoso o comunque indesiderabile. Lo scopo in questo caso è quello di scoraggiare il predatore affinché rinunci alla preda, confondendola con quella indesiderabile. Nei casi più semplici il mimetismo prevede l'esistenza di un organismo modello e di un organismo mimo che ne imita le caratteristiche.
Il mimetismo può avere scopi diversi da quelli di evasione della predazione, come per esempio l'imitazione da parte di alcune orchidee delle forme della vespa femmina allo scopo di attirare gli impollinatori.
Il mimetismo può sfruttare somiglianze di forme e colori, ma anche di comportamenti.
Viene talvolta definito come mimetismo criptico il fenomeno del criptismo, nel quale invece l'organismo si confonde con l'ambiente circostante allo scopo di rendersi invisibile al suo predatore o alla sua preda. Il termine viene usato in opposizione a mimetismo fanerico, o di ostentazione, nel quale l'organismo mimetico è ben visibile, ma si confonde con altri organismi. Per questi motivi il mimetismo fanerico è detto anche vero mimetismo o mimetismo in senso stretto.
Gli autori di lingua inglese limitano il termine "mimetismo" al mimetismo fanerico (in inglese mimicry) mentre il criptismo viene chiamato camouflage o crypsis.

## Tipologie di mimetismo
Si parla di mimetismo criptico (o Criptismo) per indicare l'assunzione di forme, colori e comportamenti tali da rendere l'individuo simile all'ambiente circostante o a parti di esso, di mimetismo fanerico (o di ostentazione) per indicare l'imitazione di un'altra specie, tossica o pericolosa, dotata di colori aposematici. Questo è detto mimetismo in senso stretto.

### Mimetismo batesiano
Il mimetismo batesiano (da Henry Walter Bates) si verifica quando una specie animale, innocua e inerme di fronte ai predatori, sfrutta la sua somiglianza con una specie aposematica che vive nello stesso territorio, arrivando a imitarne colorazione e comportamenti. In questo modo nella mente dei predatori la specie batesiana viene associata a quella aposematica e quindi aumenta le proprie possibilità di sopravvivenza.
Condizione necessaria per lo sviluppo del mimetismo batesiano è che la specie inerme condivida lo stesso tipo di predatori di quella aposematica. È stato inoltre osservato che le specie batesiane sono meno numerose e vivono meno a lungo di quelle aposematiche che occupano lo stesso ambiente. Si ritiene che anche questa sia una strategia sviluppata dagli animali batesiani per ridurre statisticamente le probabilità di essere mangiati per sbaglio da predatori inesperti.
Esempi di mimetismo batesiano sono rappresentati da diverse specie tropicali di farfalle diurne delle famiglie Papilionidae e Nymphalidae, che comprendono sia specie aposematiche sia specie innocue che le imitano; anche tra le Epicopeiidae vi sono specie batesiane, mentre tra le specie aposematiche che vengono imitate si annoverano molte Danainae e Uraniinae. I lepidotteri Sesiidae, del tutto innocui e diffusi anche nelle zone temperate, imitano nell'aspetto diverse specie di Imenotteri. Questi ultimi vengono imitati anche da altri insetti floricoli: diversi ditteri e alcuni cerambicidi delle sottofamiglie Cerambycinae e Lepturinae. Tra i ditteri la specie Rhagoletis zephyria imita i ragni saltatori. Non mancano esempi di mimetismo batesiano anche nei vertebrati: tra i serpenti Lampropeltis triangulum, non velenoso, imita il serpente corallo; tra i pesci l'innocuo Plesiops imita il murenide mortale Gymnothorax moringa.
Sono descritti casi di mimetismo batesiano cosiddetto “trasformazionale”, che consiste nel succedersi temporale, per una stessa specie, di più modelli.

### Mimetismo mülleriano
Due o più specie lontane filogeneticamente, tutte inappetibili, si imitano a vicenda e perciò condividono la stessa colorazione aposematica. Questo avvantaggia tutte le specie interessate, dato che i predatori devono imparare un unico segnale di avvertimento, anziché uno diverso per ogni specie, e di conseguenza il numero di individui di ogni specie sacrificati per consentire questo apprendimento diminuisce. Ad esempio il lepidottero zigenide Zygaena ephialtes imita l'Erebidae Amata phegea e altre specie dello stesso genere. Negli insetti le specie coinvolte possono appartenere anche a ordini diversi: le stesse colorazioni aposematiche rosse e nere sono condivise ad esempio da numerose specie di lepidotteri del genere Zygaena ma anche dal coleottero Cleridae Trichodes apiarius e dall'omottero Cercopis sanguinea .

### Mimetismo emsleyano o mertensiano
Questo particolare mimetismo descrive l'insolito caso in cui una preda dal veleno letale imita una specie meno pericolosa. Venne proposto da Emsley come possibile soluzione all'enigma del mimetismo del serpente corallo. La ricerca venne portata avanti dal biologo tedesco Wolfgang Wickler, che lo battezzò col nome dell'erpetologo tedesco Robert Mertens.
In altri tipi di mimetismo solitamente è la specie più pericolosa ad essere presa come modello da imitare. Ma se un predatore muore, non può imparare a riconoscere un segnale di pericolosità, come ad esempio certi colori sgargianti; in altre parole, non c'è alcun vantaggio nell'essere aposematici per un organismo in grado di uccidere qualunque suo predatore: paradossalmente, dovrebbe essere più vantaggioso per esso possedere un mimetismo criptico.

Se però esistono altre specie, non letali come quella aposematica, ma che comunque possano nuocere al predatore (ad es. con un veleno moderato, oppure con un morso doloroso), quest'ultimo può imparare a riconoscere quei colori come un segnale di pericolosità ed evitare quell'animale. Una specie letale quindi avrebbe più vantaggi ad imitare un organismo aposematico meno pericoloso, rispetto a quelli garantiti ad esempio da un mimetismo criptico.
Il più celebre esempio di questo tipo di mimetismo è rappresentato proprio dal sopra citato serpente corallo (gen. Micrurus): l'imitazione da parte di certi serpenti innocui (in primis l'anilide Anilius scytale comunemente detto falso corallo, ma anche varie sottospecie del colubride Lampropeltis triangulum) della livrea del letale elapide Micrurus è un esempio classico di mimetismo batesiano. Il Micrurus, però, a sua volta imita la livrea di un colubride meno velenoso (gen. Erythrolamprus), rappresentando così un caso di mimetismo emsleyano o mertensiano.

### Automimetismo
È un caso particolare di mimetismo, in cui individui della stessa specie, che posseggono gradi diversi di incommestibilità, fungono rispettivamente da modello e da mimo.
Il termine può riferirsi anche all'imitazione di uno dei due sessi della stessa specie da parte dell'altro. Un classico esempio si osserva in alcune scimmie cercopitecide, in cui i maschi subordinati acquistano tumescenze ischiatiche di colore rosso vivo, simili a quelle delle femmine.

## Esempi di mimetismo

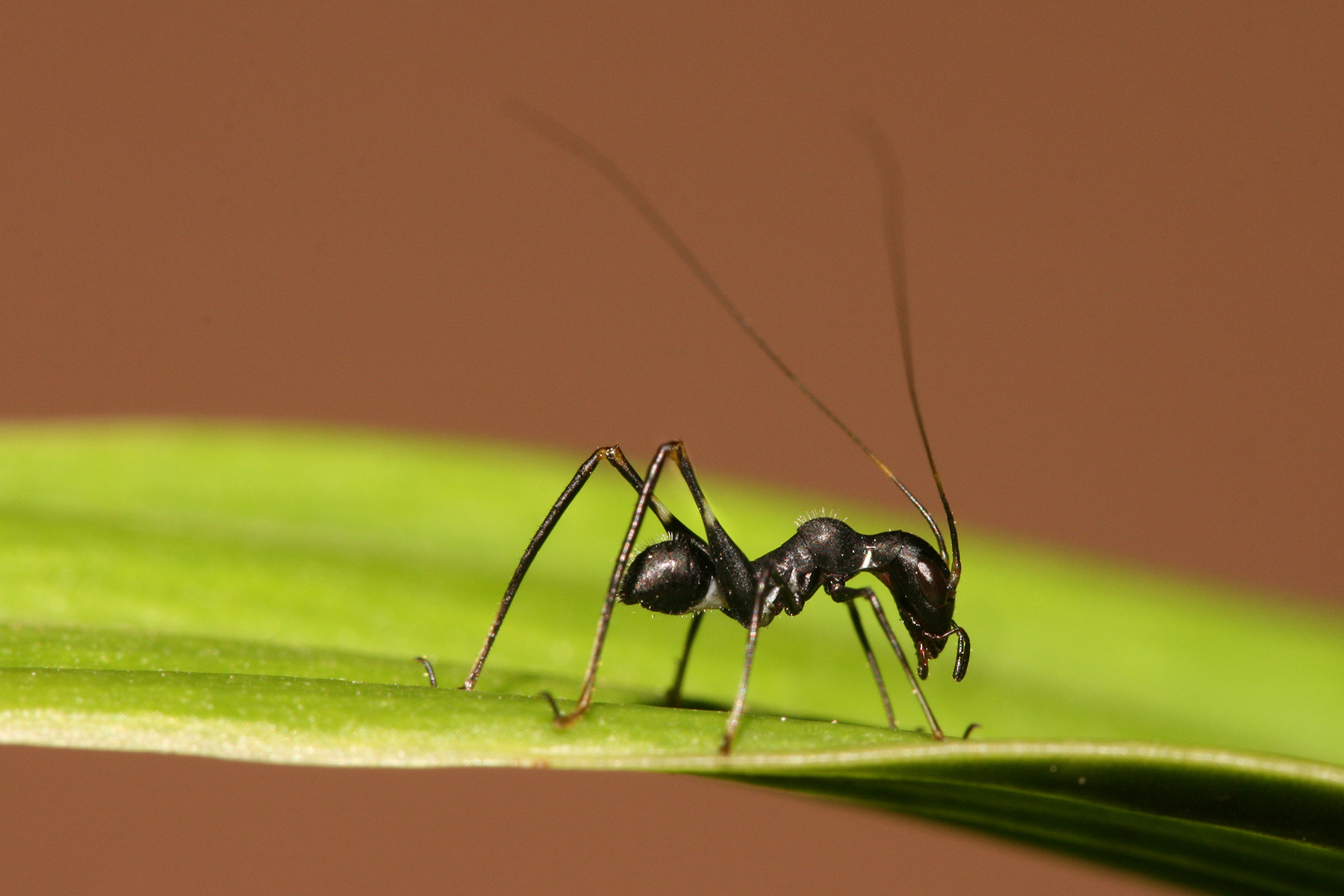
Macroxiphus sp. (strettamente imparentato con grilli e cavallette) mima una formica.
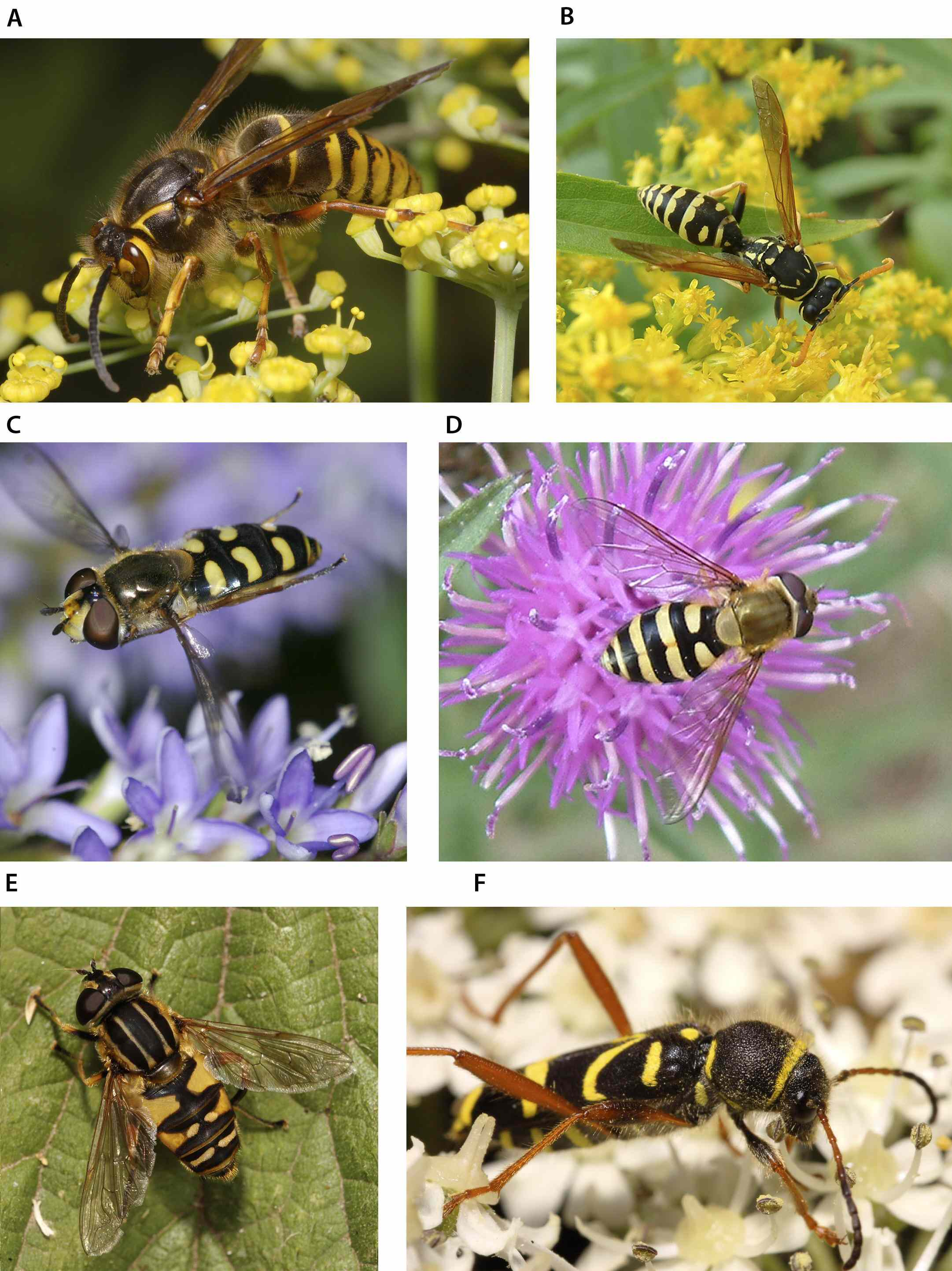
Due specie di vespe (A; B) e altre quattro specie di insetti non imparentate con loro (C; D; E; F)
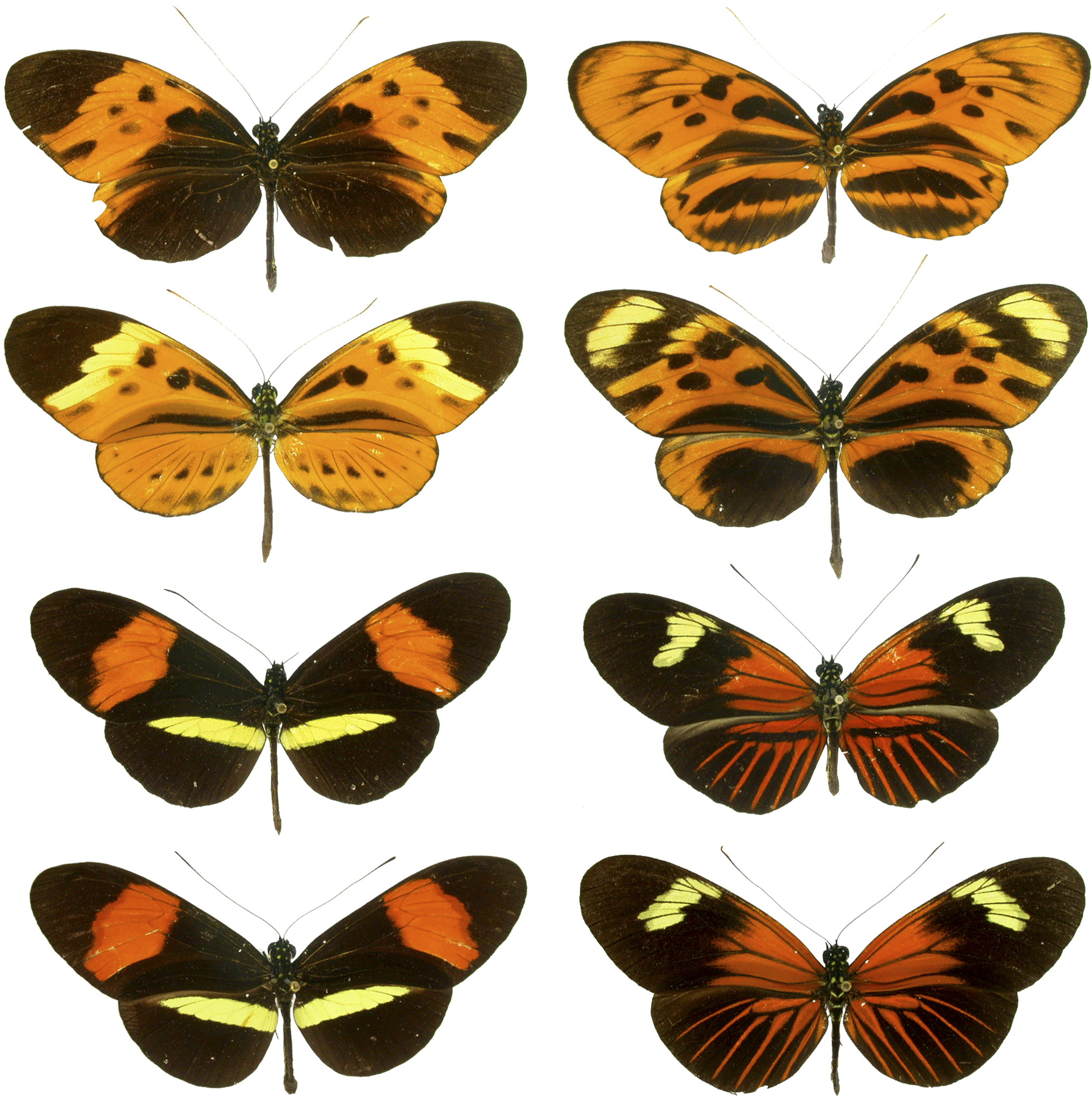
Farfalle del genere Heliconius, classico esempio di mimetismo mülleriano
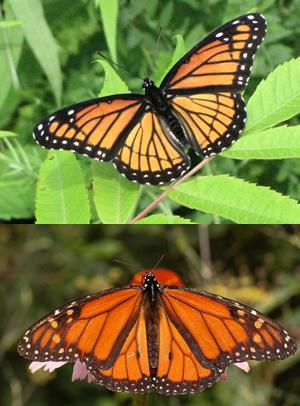
La farfalla viceré (Limenitis archippus) con le sue colorazioni mima la farfalla monarca (Danaus plexippus)